# Karosas
Karosas ist ein litauischer Familienname, abgeleitet von Carassius.

## Namensträger
- Gintaras Karosas (* 1968), litauischer Künstler
- Justinas Karosas (1937–2012), litauischer marxistischer Philosoph, Politiker und Mitglied des Seimas
- Linas Tadas Karosas (* 1964), litauischer Unternehmer
- Saulius Karosas (1958–2019), litauischer Unternehmer